# Relações internacionais da Turquia

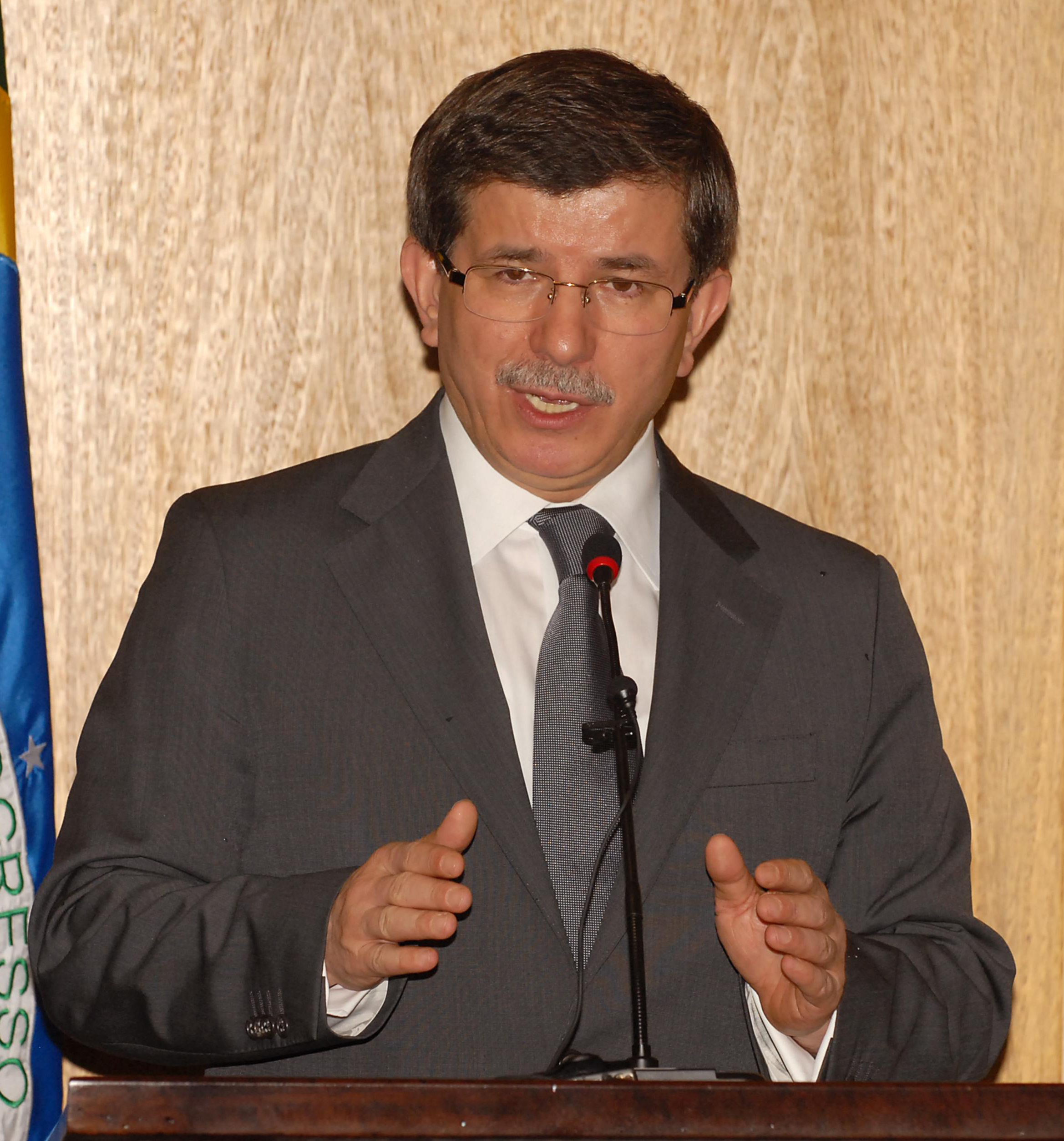
Ahmet Davutoğlu é o atual Ministro das Relações Exteriores da Turquia desde 1 de maio de 2009.

As relações internacionais da Turquia referem-se aos laços diplomáticos, comerciais e culturais entre a República da Turquia e outros países ao redor do mundo. Historicamente, com base nas reformas de inspiração ocidental de Mustafa Kemal Atatürk, essas políticas têm colocado uma ênfase muito forte na relação da Turquia com o mundo ocidental, especialmente em relação aos Estados Unidos, a Organização do Tratado do Atlântico Norte e a União Europeia. O período pós-Guerra Fria têm visto uma diversificação das relações, com a Turquia buscando fortalecer sua presença regional nos Bálcãs, Oriente Médio e no Cáucaso, bem como o seu objetivo histórico de adesão à União Europeia. Sob o governo de Recep Tayyip Erdoğan, a influência da Turquia vem crescendo no Oriente Médio baseada na doutrina de profundidade estratégica, também chamada de Neo-otomanismo.

## Relações bilaterais

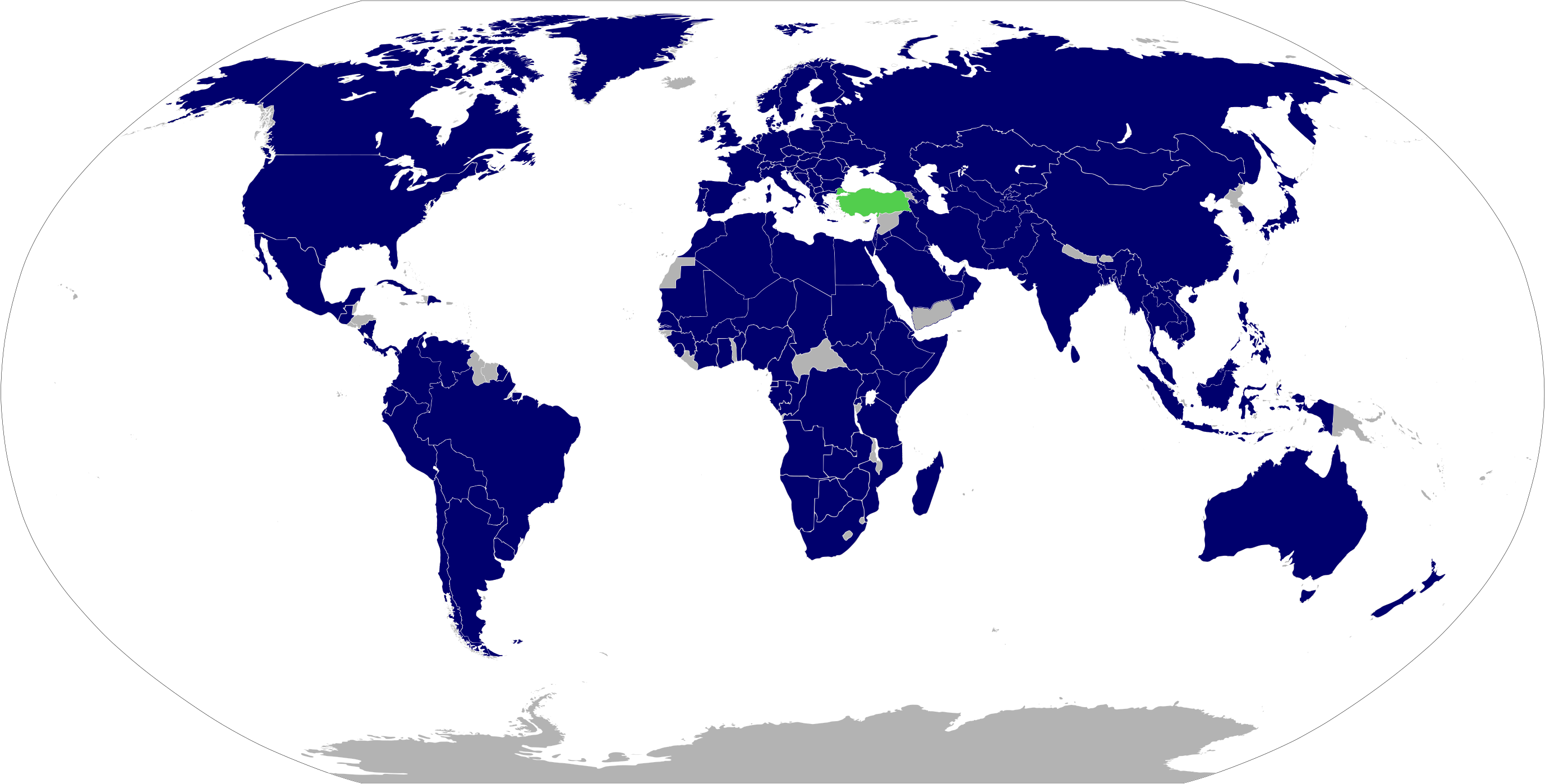
Missões diplomáticas da Turquia:
Turquia
Embaixadas e Consulados
Sem missões diplomáticas

A Turquia conduz uma política externa orientada pelo princípio de "paz em casa, paz no mundo", tal como estabelecido por Mustafa Kemal Atatürk. A sua ascensão a uma posição proeminente no cenário internacional também é uma consequência de sua postura sólida, que vigorosamente busca por legitimidade, e da crença de que a sua própria segurança e estabilidade só podem ser alcançadas através da segurança e estabilidade da região. Neste âmbito, a Turquia está determinada a se tornar um membro pleno da União Europeia, como parte de seu esforço bicentenário para alcançar o mais alto nível da civilização contemporânea.
Concedendo especial importância aos seus laços transatlânticos, a Turquia está fortalecendo suas relações tanto com os Estados Unidos e os países europeus, enquanto continua a desenvolver as suas relações com os países dos Bálcãs, Oriente Médio e Norte da África, e também com o Sul do Cáucaso, Ásia Meridional e Ásia Central, fazendo uso de seus laços estreitos. A Turquia igualmente busca o aprofundamento das relações com a África Subsaariana, América Latina e Ásia-Pacífico, que abriga diversos países emergentes.

### Europa
A Turquia têm sido um candidato à entrada como membro pleno na União Européia desde 1999. No entanto, as conversas diplomáticas começaram apenas em Outubro de 2005, com a simbólica abertura das negociações de adesão. Com uma grande economia emergente e sendo um membro da OTAN e do G20, a Turquia é um parceiro fundamental para a União Europeia. É reconhecida como um jogador ativo na política externa regional, com uma localização estratégica, inclusive para a segurança energética dos países membros do bloco.
Porém, atualmente ainda existem uma série de obstáculos no caminho de Ancara a um acordo, nomeadamente no que diz respeito às relações com o Chipre, cujo território ao norte, invadido pelos turcos em 1974, levou a um conflito militar armado que ainda persiste. A liberdade de expressão no país e os direitos da minoria curda também são pontos relevantes. Talvez, o mais sensível de todos os argumentos dos estados-membros contra a Turquia gira em torno de diferenças culturais e religiosas.